# Parlement de Paris

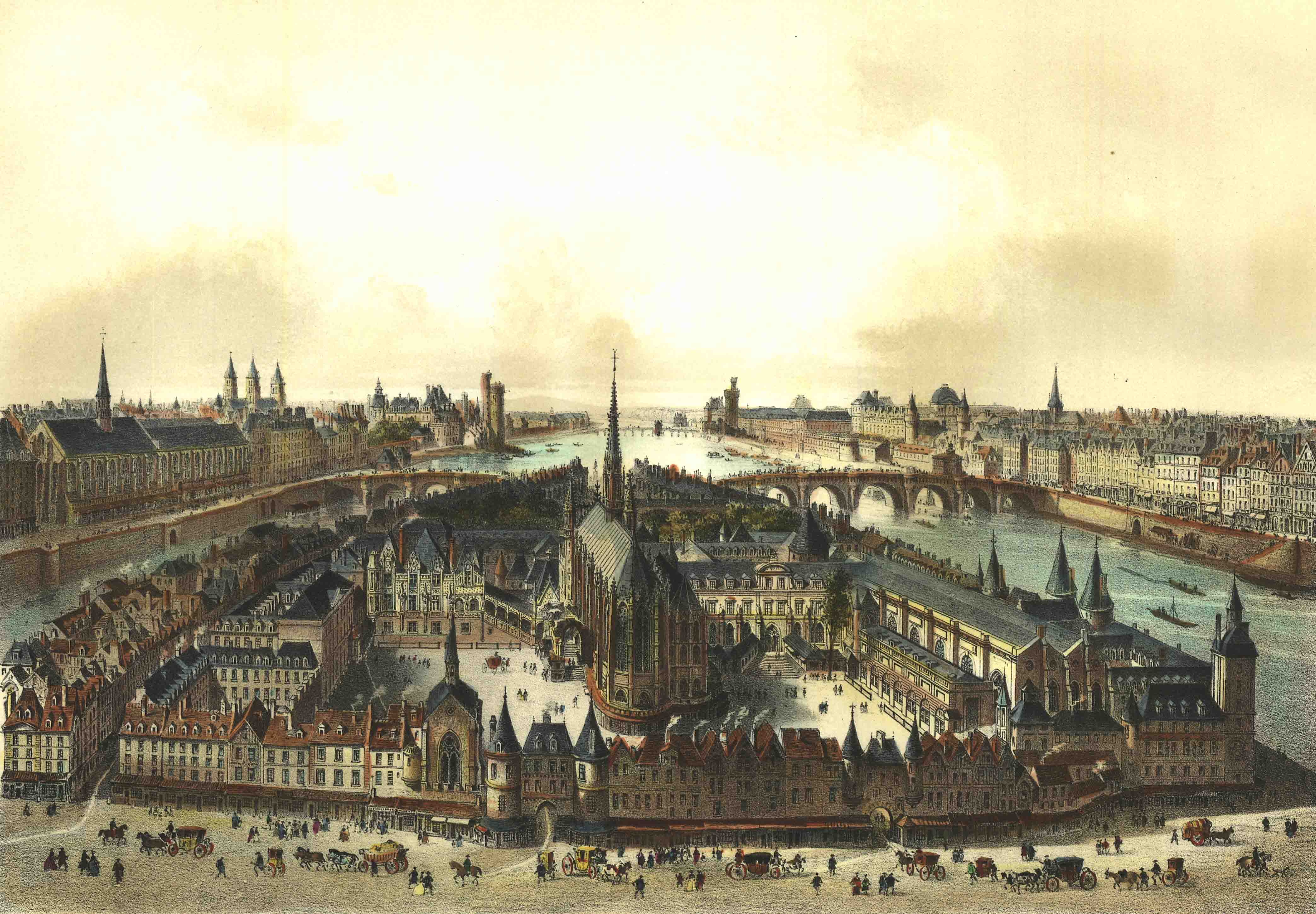
Das Palais de la Cité, Sitz des Parlement de Paris. Letzteres belegte die Gebäude nördlich der Sainte-Chapelle und der Cour du Mai (rechte Hälfte des Stichs). Radierung von Israël Silvestre um 1650, nach Jean Boisseau.

Das Parlement de Paris (von französisch parler – sprechen) war ein französischer Gerichtshof des Ancien Régime. Wie die parlements in den französischen Provinzen gehörte es zu den Cours souveraines, die ab 1661 (Beginn der Herrschaft Ludwigs XIV.) in Cours supérieures umbenannt wurden. Ihre Aufgabe war es letztinstanzlich Recht zu sprechen. Das Parlement de Paris hatte zudem die Gesetze, Edikte und Ordonnanzen des Königs zu registrieren und ihnen dadurch Rechtskraft zu verleihen. Auch konnte es inhaltlich widersprechen und den König so zwingen, seinen Gesetzesvorschlag zu ändern (Remonstrationsrecht).

## Geschichte
Die Curia in Parlamento, die aus der mittelalterlichen Curia Regis hervorging, löste sich Mitte des 13. Jahrhunderts von dieser und wurde allmählich selbstständig, um in Form eines spezialisierten Organs mit regelmäßigen Sitzungen Rechtsstreitigkeiten zu beurteilen, dem Parlement, das Ludwig IX. auf der Île de la Cité im Palais de la Cité einrichtete und das mit einer Verordnung von Philipp III. im Jahr 1278 seine erste allgemeine Regelung erhielt. Dabei wurde auch eine Abteilung eingerichtet, die sich mit Fällen befasste, die „aus dem Land, das nach geschriebenem Recht regiert wird“, d. h. Südfrankreich, kamen.

Karte der Parlemente, Conseils souverains (Bastia, Colmar und Perpignan) und Conseils provinciaux (Arras) im Ancien Régime

Ab dem 15. Jahrhundert wurden dreizehn weitere Parlemente eingerichtet, einige von ihnen ex nihilo, andere gingen aus lokalen Institutionen hervor, die manchmal sehr viel angesehener waren, wie der Echiquier de Normandie, oder sehr viel älter, wie die États de Provence. Dennoch behielt das Parlement von Paris, der Gerichtshof des Königs, des letzten Oberherrn, und damit die letzte Instanz, seine herausragende Stellung und wurde oft einfach als „das Parlement“ bezeichnet.
1589 gründete Heinrich III. ein mit dem Pariser Parlement rivalisierendes Parlement in Tours, wohin die ihm treu ergebenen Pariser Parlementarier gingen, die später auch Heinrich IV. nach der Ermordung des vorherigen Herrschers unterstützten. Der Erste Präsident Achille de Harlay schloss sich ihm sofort an. Mit dem Edikt von Nantes wurde 1598 eine Ediktskammer eingerichtet, die über die Anwendung des Edikts urteilte.

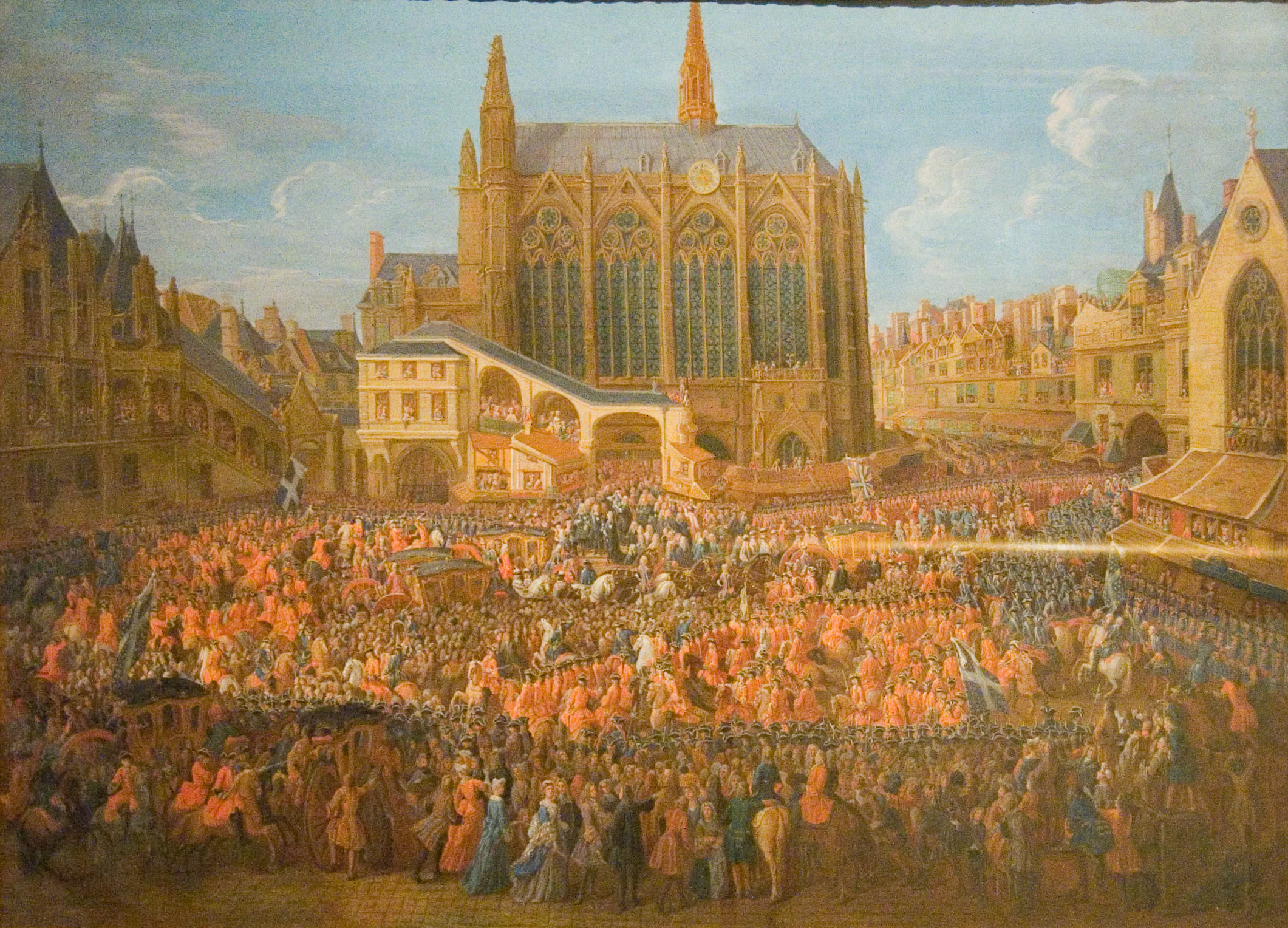
Ludwig XV. verlässt das im Parlement de Paris abgehaltene Lit de Justice (12. September 1715), Pierre Denis Martin, Musée Carnavalet

Die Prozessparteien wurden von fast tausend Anwälten und Amtsanwälten vertreten. Das gesamte Personal – Richter, Anwälte und Staatsanwälte – wurde als Bazoche bezeichnet.

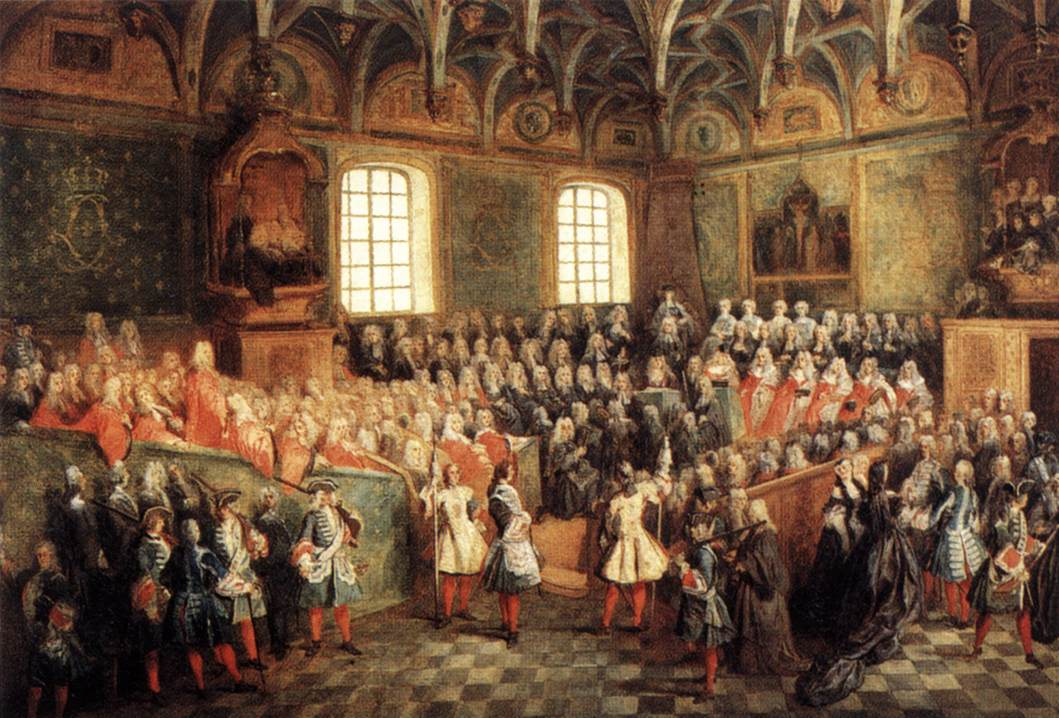
Das Lit de Justice zur Volljährigkeit Ludwigs XV. 1723, Nicolas Lancret um 1724, Louvre

Parlementarier waren Offizielle, die Eigentümer ihrer Ämter waren. Sie waren seit 1497 unabsetzbar und vererbten ihr Amt dank einer jährlichen Abgabe, der Paulette, an ihre Erben. Seit 1644 erhielten sie mit dem Amtsantritt den Adelstitel ersten Grades verliehen (soweit noch nicht vorhanden). Im Jahr 1665 legte eine Verordnung den Kaufpreis auf 300.000 Livres für einen Président à mortier und 100.000 Livres für einen Conseiller fest. Im 18. Jahrhundert sanken die Preise erheblich. Die juristischen Fähigkeiten der zukünftigen Richter wurden durch eine Prüfung kontrolliert, die von amtierenden Parlementariern abgenommen wurde. Die Kandidaten waren meist Familienmitglieder, weswegen Zeitgenossen die mangelnde Bildung vieler Kandidaten beklagten. Viele empörten sich auch über die extreme Jugend vieler Ratsmitglieder (es gab Ratsmitglieder mit 19 Jahren) und sogar Präsidenten (ab 20 Jahren). Die Verordnungen von 1660 und 1665 legten das Alter für den Erwerb einer Präsidentschaft auf 40 Jahre fest, auf 27 Jahre für Ratsmitglieder und 30 Jahre für Amtsanwälte. Sie wurden aber kaum angewandt. Die schlechte Qualität vieler Parlementarier führte zu einer hohen Absentismusrate, die durch die langen jährlichen „Ferien“ noch verschärft wurde. Die Erledigung von Fällen dauerte daher extrem lange. Dennoch gab es im Parlement einige herausragende Familien: die Harlay, die Maupeou, die Ormesson, die Selve, die Gaudart, die Le Peletier und die Lamoignon.
Das Parlement de Paris nutzte jede sich bietende Gelegenheit, seine Prärogative gegen den absolutistischen Anspruch der Könige auszubauen, sie allein wären die souveränen Inhaber der Staatsgewalt. So kam es am Ende des Dreißigjährigen Krieges etwa zur Fronde parlementaire: Im April 1648 traten sämtliche Parlements und mit ihnen das Parlement de Paris in den Streik, nachdem bekannt geworden war, dass ihnen für vier Jahre kein Gehalt ausgezahlt werden sollte. Zwar verbot Anna von Österreich, die Mutter Ludwigs XIV., die für ihren minderjährigen Sohn die Regentschaft ausübte, den Angehörigen der Parlements sich zu versammeln, doch die setzten sich darüber hinweg und entwarfen gemeinsam ein Reformprojekt, das ihnen die Oberaufsicht über das Steuerwesen geben sollte. Als der regierende Minister Kardinal Jules Mazarin daraufhin die Wortführer der Parlements verhaft ließ, brach in Paris ein Aufstand los, der erst endete, nachdem die Regentin den allermeisten Forderungen der parlements nachgegeben hatte: Die Intendanten wurden abgeschafft, alle Verträge der Steuerpächter wurden neu ausgeschrieben. Nachdem Ludwig XIV. 1661 selbst die Regierung übernommen hatte, gelang es ihm, die Parlements niederzuzwingen: Durch lettres patentes vom 24. Februar 1673 nahm er dem Parlement de Paris de facto das Remonstrationsrecht: Nun durfte es Einwände gegen königliche Erlasse nur nach deren Registrierung vorbringen, wenn diese also bereits in Kraft getreten waren. Das Parlement de Paris rächte sich unmittelbar nach seinem Tod, indem es sein Testament kassierte und Philippe II. de Bourbon, duc d’Orléans als Regenten für den noch unmündigen Ludwig XV. einsetzte. Dieser gab dem Parlement de Paris sein Remonstrationsrecht zurück.
In der Folge kam es immer wieder zu Konflikten zwischen dem Parlement von Paris und der Krone. Am 7. Dezember 1770 trat es nach einem Konflikt mit dem König geschlossen zurück. Im April 1771 wurde es daher von Kanzler René-Nicolas-Charles-Augustin de Maupeou aufgelöst und durch ein neues Parlement ersetzt (13. April 1771), das sich aus Richtern zusammensetzte, die nicht mehr Eigentümer ihrer Ämter waren, sondern Beamte, die vom König ernannt und bezahlt wurden (und normalerweise unabsetzbar waren), wodurch eine schnelle und kostenlose Rechtsprechung ermöglicht wurde. Im Februar 1771 war der riesige Zuständigkeitsbereich des Pariser Parlements durch die Schaffung von sechs Conseils supérieurs in Arras, Blois, Châlons, Clermont, Lyon und Poitiers zergliedert worden, um den Rechtsuchenden die Justiz näher zu bringen. Das so reformierte Pariser Parlement behielt jedoch allein seine politischen Funktionen (Registrierung der vom Rat des Königs ausgehenden Gesetze und ein geregeltes Remonstrationsrecht).
Bei seinem Amtsantritt 1774 setzte Ludwig XVI., der von Maurepas schlecht beraten wurde, das alte Pariser Parlement (in der Zusammensetzung vor Maupeous Reform) wieder ein. So konnte es seine Opposition gegen königliche Entscheidungen wieder aufnehmen, indem es vorgab, die Interessen der Nation (sowie die grundlegenden Gesetze des Königreichs) zu verteidigen und Reformen, insbesondere den Calonne-Plan, zu blockieren. Diese Blockade jeglicher Reformversuche veranlasste Ludwig XVI. 1788 schließlich zur Einberufung der Generalstände von 1789.
Das Parlement von Paris wurde drei Mal nach Pontoise verbannt: 1652, 1720 und 1753. Im Mittelalter wurde es von 1418 bis 1436 wegen des Bürgerkriegs der Armagnacs und Bourguignons und der Einnahme von Paris durch Johann Ohnefurcht, den Herzog von Burgund, nach Poitiers verbannt.

## Große Fälle
- Im 17. und 18. Jahrhundert: Unterstützung der Jansenisten.
- 1418–1436: Verlegung des Parlements nach Poitiers und Spaltung des Parlements.[7][8]
- 1589–1594: Verlegung des Parlements nach Tours und Spaltung des Parlements.
- 1594: Ständiger Kampf gegen die Jesuiten, der wie 1764 zu ihrer Vertreibung führte.
- 1643: Revision des Testaments von Ludwig XIII., um Anne d’Autriche die Regentschaft zu übertragen.
- 1648–1649: Parlamentarische Fronde.
- 1652: Verlegung des Parlements nach Pontoise und Spaltung des Gerichts.
- 1680: Giftaffäre, in der die Marquise de Montespan kompromittiert wurde.
- Ab 1713: Kampf gegen die Bulle Unigenitus von Papst Clemens XI.
- 2. September 1715: Revision des Testaments von Ludwig XIV., um Philipp von Orléans die Regentschaft zu übertragen.[9]
- Im Mai 1720 erhoben sich das Pariser Parlement und die Zeichner des Law-Systems[10] gegen das Edikt vom 21. Mai 1720, das eine stufenweise Abwertung der Aktien der Mississippi-Kompanie auf 5 000 Pfund angeordnet hatte; das Edikt wurde am 27. Mai für nichtig erklärt.
- 1749–1758: Affäre um das Hôpital général. Um die Macht über das Hôpital général behalten zu können, in dem der Erzbischof von Paris gegen den Rat der dem Parlement nahestehenden Direktoren eine Oberin ernennen ließ, organisierte das Parlement eine regelrechte Rebellion, die erst mit dem Attentat von Robert François Damiens beendet wurde.
- 1753: Verlegung der Grand Chambre des Parlements nach Pontoise; Zerstreuung und Exil der Magistrate der anderen Kammern in der Provinz; schließlich Exil der Magistrate der Großen Kammer in Soissons (bis zum Herbst 1754).
- 1764: Ständiger Kampf gegen die Jesuiten, der wie 1594 zu ihrer Vertreibung führte.
- 22. Mai bis 30. Mai 1786: Urteil gegen Kardinal de Rohan und die Angeklagten in der Halsbandaffäre.
- 1787: Verlegung des Parlements von Paris nach Troyes.